# Marcosa
Marcosa foi uma empresa do segmento de venda, locação e suporte técnico de máquinas, equipamentos, motores pesados e geradores. Criada em 17 de janeiro de 1947, a empresa representa a Caterpillar na Região Nordeste, atuando nos estados do Maranhão, Piauí, Ceará, Rio Grande do Norte, Paraíba, Pernambuco, Alagoas, Sergipe e Bahia.
Em novembro de 2012 foi adquirida pelo grupo Sotreq.

## A fundação
A Marcosa - Martin Representações e Comércio S/A, foi fundada dia 17 de janeiro de 1947 pelo engenheiro Mário Sarmanho Martin, junto com outros comerciantes como uma sociedade anônima. A empresa surgiu a partir de uma iniciativa da família Martin, com a antiga firma individual "Luiz Carlos Martin", dirigida inicialmente para a exportação e importação e com sede em Belém (PA), que focava na venda e distribuição de máquinas e aparelhos elétricos na Amazônia, como representante no Brasil da United States Steel e da Siemens Schuckert.

## Primeiros parceiros
Ao ser criada, a Marcosa ampliou sua linha de representações, cuja principal marca era a Willys Overland Exp. Corp., além da L´Union Comercial des Glageries Belgs S. A., Condoroil Tintas S.A. e outras multinacionais. Na região Norte, a empresa atuou principalmente como concessionária de veículos, tendo representado também as empresas Ford, Volkswagen e General Motors. Por volta da década de 1960, ao promover a linha Scania de caminhões e motores, manteve filiais em Estados da região Norte e Nordeste.

## Caterpillar e Marcosa
Em 1948, a empresa firmou parceria com a Caterpillar Inc. para ser representante da multinacional no Estado do Ceará. Na década de 60, passou a representar a marca nos Estados do Rio Grande do Norte e Paraíba, o que, depois, estendeu-se ainda para Pernambuco e Alagoas. Em setembro de 1981, a Marcosa encerrou suas atividades nas outras linhas e marcas e ficou sendo revendedora exclusiva da Caterpillar. Em 2003, passou a representar os produtos Caterpillar em toda a região Nordeste, com a inclusão dos estados da Bahia, Sergipe, Alagoas, Piauí e Maranhão.

## Sucessão familiar
O fundador Mário Sarmanho Martin se aposentou em 1963, deixando o seu genro, Mário Silvestre, no comando das atividades da Marcosa. Em 1971, com o falecimento do fundador Mário S. Martin, a condução da empresa ficou em cargo de Luiz Octavio M. Martin. Em 1975, a matriz da empresa foi transferida para Fortaleza (CE) e passou a ter a razão social Marcosa S/A - Máquinas e Equipamentos.
Em 1985, assume a presidência o filho mais novo do fundador, Carlos Martin, que passa a ter o controle acionário da empresa, com a retirada dos outros sócios. Carlos Martin ocupa o cargo até hoje. Em 29 de novembro de 2012 a Marcosa vende 100% de suas ações para o grupo Sotreq.

## Expansão, declínio e venda da Empresa
Após incorporar a empresa baiana Bahema em 2003 e tornar-se revendedor exclusivo da Caterpillar no Nordeste, a empresa expandiu seus negócios nos 5 anos seguintes onde foi agraciada com o prêmio Delmiro Gouveia por 2 vezes (2010 e 2011) pelo Desempenho Econômico Financeiro. No ano de 2012 os bons resultados não se repetiram e a Direção da empresa decidiu vender a empresa ao Grupro Sotreq em novembro do mesmo ano.